# Joseph Küffner
Joseph Küffner (Würzburg, 31 maart 1777 – aldaar, 9 september 1856) was een Duitse componist, dirigent en violist. Hij was een zoon van de hofcomponist, kapelmeester en kamermusicus Wilhelm Joseph Küffner (1727-1797).

## Levensloop
Küffner kreeg als kind zijn eerste muziekles van zijn vader en leerde de viool te bespelen. Hij studeerde filosofie en rechtsgeleerdheid aan de universiteit van het zogenaamde "Hochstift Würzburg", maar studeerde tegelijkertijd ook viool bij de hofkapelmeester Lorenz Schmitt. Later verzorgde hij optredens als solist in de winterconcerten in Würzburg. Vanaf 1786 concerteerden hof- en amateurmuzikanten voor het Würzburger publiek, waarbij zich jonge musici konden presenteren. Op deze manier raakte hij in contact met het hoforkest van de Groothertog van Würzburg in welk hij als student regelmatig viool speelde. In 1797 overleed zijn vader waardoor hij  zijn studies moest afbreken, omdat zijn familie de studies niet meer kon financieren. Niet alleen de dood van zijn vader, maar ook de slechte vooruitzichten voor hem, als advocaat een baan te krijgen, noopten hem tot de beslissing, bij het hof om een aanstelling als hofmusicus of om salaris voor zijn medewerken als violist in het orkest aan te vragen. Hij kreeg geen vaste baan, maar een contract als hulpmuzikant (substituut) en daarmee ontving hij geen groot salaris. Alhoewel dergelijke contracten als substituut bij het hoforkest voor muzikanten regelmatig voorkwamen, waren de inkomsten niet groot genoeg, om ervan te leven. Daarom werkte hij ook als leraar Latijn, maar ook voor viool en piano en verzorgde privé optredens. Eerst in 1800 kreeg hij een vaste baan als hofmusicus met een geregeld salaris van 120 Gulden per jaar. Slechts twee jaar was hij in deze aanstelling toen het hochstift in het gevolg van de Reichsdeputationshauptschluss in het keurvorstendom en het latere Koninkrijk Beieren werd ingelijfd. Küffner werd van zijn dienst als hofmusicus ontslagen. De keurvorst van Beieren en zijn militaire leiding streefde erna de militaire muzikanten beter op te leiden. Daarvoor werd Küffner gevraagd dit te doen. Vanaf 1803 was hij muziekonderwijzer voor aanvankelijk twee militaire kapellen. De muzikanten kregen een opleiding voor hun inzet bij militaire operaties (signalen, fanfares etc.), maar ook hun muzikaal niveau werd verbeterd, zodat zij in staat waren openbare concerten te verzorgen. Voor deze gelegenheden componeerde Küffner werken. Maar ook die aanstelling was slechts voor twee jaar, omdat Beieren, ten gevolge art. XI Vrede van Presburg, het voormalige prinsbisdom Würzburg aan aartshertog Ferdinand van Toscane Ferdinand III van Toscane moest afstaan. 
Het was voor hem opnieuw een verandering. Met adviezen van de commandeurs van de regimenten, waar hij de militaire kapellen had opgeleid, kreeg hij in 1808 de benoeming tot hof- en kamermuzikant en tot militaire muziekdirecteur. Verder kreeg hij de opdracht de militaire muziek te reformeren en reorganiseren. De legereenheden van de Rijnbond marcheerden op muziek van Küffner. In deze periode componeerde hij niet uitsluitend voor militaire muziekkapellen, maar ook voor verschillende dansevenementen, waar hij met de hofkapel speelde. Tussen 1825 en 1833 maakte hij meerdere succesrijke concertreizen naar Frankrijk (Parijs), Nederland en België.
Naast werken voor zijn militaire muziekkapellen schreef hij ook werken voor harmonieorkest en kamermuziek, vooral talrijke stukken voor gitaar met en zonder andere instrumenten.

## Composities

### Werken voor orkest

#### Symfonieën
- 1818 Symfonie nr. 1 in D majeur, op. 75
- 1819 Symfonie nr. 2 in C majeur, op. 76
  1. Allegro vivace ma non troppo
  2. Andante con moto
  3. Menuetto. Allegro
  4. Rondo. Allegro
- 1820 Symfonie nr. 3 in F majeur, op. 83
- 1824 Symfonie nr. 5 in Es majeur, op. 142
  1. Allegro vivace
  2. Andante sostenuto
  3. Menuetto
  4. Finale. Presto
- 1826 Symfonie nr. 7 in D majeur, op. 164
  1. Poco Adagio. Allegro assai
  2. Spagniola. Andantino con moto quasi allegretto
  3. Menuetto. Allegro
  4. Finale. Presto
- Symfonie nr. 4 in c mineur, op. 141
- Symfonie nr. 6 in Bes majeur, op. 150

#### Andere werken voor orkest
- 1816 Potpourri, Concert (nr. 1) in D majeur, voor altviool en orkest, op. 57
- 1821 Ouverture in F majeur, voor orkest, op. 74
- 1823 Concert (nr. 2) in A majeur, voor altviool en orkest, op. 139
- 1823 Ouverture de l'Opera "Jean de Wieselbourg" (potpourrie musical), voor orkest
- Polonaise, voor trompet en orkest, op. 126
- Ouverture in E majeur, voor orkest, op. 130
- Ouverture, voor orkest, op. 172
- Ouverture, voor orkest, op. 173
- Ouverture nr. 3 in C majeur, voor orkest, op. 174
- Ouverture in E majeur, voor orkest, op. 175
- Entr'actes concertans - 1er recueil, voor orkest
- Ouverture à L'Espagnole nr. 1

### Werken voor harmonieorkest
- 1828 Boston Independent Cadets grand march
- 5ème Potpourri, voor harmonieorkest, op. 110
- Ouverture de l'Opera "Jean de Wieselbourg" (6ème Potpourri), voor harmonieorkest, op. 111
- Allemandes in F majeur, voor klein harmonieorkest (dwarsfluit, 4 klarinetten, 2 fagotten, 2 hoorns, 2 trompetten, trombone, serpentone en slagwerk)[6]
- Allemandes in Es majeur, voor klein harmonieorkest[6]
- Dreher al Écossaisse in Bes majeur, voor klein harmonieorkest[6]
- Duplir-Marsch
- Écossaises in Es majeur, voor klein harmonieorkest[6]
- Marsch nr. 1 in C majeur[6]
- Marsch nr. 2 in A majeur[6]
- Marches in Bes majeur, voor klein harmonieorkest[6]
- Parade- und Geschwind-Marsch
- Polonaises in Es majeur, voor klein harmonieorkest[6]

### Muziektheater

#### Toneelmuziek
- 1824 Themistocles - mit einem Panegyrikos auf die vorzüglichsten Männer Griechenlands, drama in een proloog en 3 bedrijven - tekst: Pietro Metastasio, Duitse vertaling: Julius von Bollé

### Kamermuziek
- 1811 Serenade, voor gitaar, dwarsfluit en altviool, op. 1
- 1811 Serenade in G majeur, voor gitaar, dwarsfluit en viool (of altviool), op. 2
- 1811 6 Dansen, voor gitaar, dwarsfluit en altviool, op. 3
- 1811 Serenade, voor dwarsfluit (of viool), altviool en piano, op. 10
- 1812 Duetten, voor 2 klarinetten, op. 12
- 1816 Serenade, voor dwarsfluit en gitaar, op. 50
- 1819 Serenade, voor gitaar en piano, op. 55
- 1819 Serenade, voor dwarsfluit, altviool en gitaar, op. 60
- 1820 Cinquante leçons méthodiques en duo, voor 2 klarinetten, op. 80
- 1823-1824 Grand Quator, voor strijkkwartet
- 1824 Promenade sur le Rhin, ou Divertissement, voor 2 dwarsfluiten (of violen), altviool en gitaar, op. 135
- Serenade, voor dwarsfluit, viool en gitaar, op. 4
- Serenade, voor dwarsfluit, altviool en gitaar, op. 5
- Serenade, voor dwarsfluit, viool (of altviool) en piano (of gitaar), op. 6
- Serenade in C majeur, voor gitaar, dwarsfluit en altviool, op. 7
- Serenade in D majeur, voor dwarsfluit en gitaar, op. 20
- Trio (Serenade) in A majeur, voor klarinet, altviool en gitaar, op. 21
- Rondo alla cosacca, voor gitaar en viool, op. 25
- Serenade, voor viool en gitaar, op. 30
- Introductie, thema en variaties in Bes majeur, voor blaaskwintet, op. 32
- Trio, voor 3 dwarsfluiten, op. 34
- Serenade, voor viool, altviool en gitaar, op. 35
- 3 Strijkkwartetten, op. 41
  1. in C majeur
  2. in G majeur
  3. in A majeur
- Sonate, voor gitaar en piano, op. 42
- Serenade in C majeur, voor dwarsfluit (of viool) en gitaar, op. 44
- Rondo voor gitaar en piano, op. 46
- 3 Strijkkwartetten, op. 48 
  1. in F majeur
  2. in G majeur
  3. in D majeur
- Serenade in C majeur, voor dwarsfluit en gitaar, op. 49
- Serenade, voor viool en gitaar, op. 68
- Trois duos concertants, voor 2 klarinetten, op. 81
- 2 Duos concertans, voor 2 dwarsfluiten, op. 84
- 1er Potpourri des thèmes favorits de l'opéra "Tancredi" de Gioacchino Rossini, voor dwarsfluit (of viool) en gitaar, op. 86
- Strijkkwartet in C majeur, op. 90
- Serenade in D majeur, voor dwarsfluit (of viool) en gitaar, op. 97
- 3ème Potpourri sur des Thémes de l'Opéra "Tancredi" de Gioacchino Rossini, voor gitaar en dwarsfluit (of viool), op. 103
- 4ème Potpourri tiré des opéras "Otello" et "Tancredi", voor dwarsfluit (of viool) en gitaar, op. 104
- Potpourri tiré des opéras "Otello", "Elisabethe" et "Barbier de Seville", voor dwarsfluit (of viool) en gitaar, op. 107
- Notturno, voor dwarsfluit, viool, altviool, gitaar en luit, op. 110
- Potpourri tiré de l'opéra "Der Freyschütz", voor gitaar, dwarsfluit (of viool) en altviool, op. 117
- Potpourri über Themen aus Carl Maria von Webers Oper "Der Freischütz" nr. 1, voor viool (of dwarsfluit) en piano, op. 118
- 7ème potpourri tiré de l'opéra "Der Freyschütz", voor gitaar, dwarsfluit (of viool) en altviool, op. 119
- Potpourri über Themen aus Carl Maria von Webers Oper "Der Freischütz" nr. 2, voor viool (of dwarsfluit) en piano, op. 120
- Potpourri tiré de l'opéra "Preciosa" de Carl Maria von Weber, voor dwarsfluit (of viool) en gitaar, op. 125
- 10ème Potpourri tiré de l'opéra "Euryanthe" de Carl Maria von Weber, voor dwarsfluit, viool, altviool en gitaar, op. 144
- Unter blühenden Mandelbäumen, voor blaasensemble (dwarsfluit, esklarinet, besklarinet, hoorn, trompet, trombone) en slagwerk, op. 153[6]
- Potpourri en Quartet, voor dwarsfluit, viool, altviool en gitaar, op. 155
- Potpourri en quintuor, voor gitaar, dwarsfluit (of 1e viool), 2e viool, altviool en cello, op. 156
- Potpourri, voor gitaar en piano, op. 157
- 14 Pièces et un Théme varié, voor 2 dwarsfluiten, op. 166
- 14ème Potpourri sur des Thémes de l'Opéra "Le valet de chambre" de Michele Enrico Francesco Vincenzo Aloisio Paolo Carafa de Colobrano, voor gitaar en dwarsfluit (of viool), op. 179
- 15ème Potpourri sur des Thémes de l'Opéra "Le Concert à la Court" de Daniel-François-Esprit Auber, voor gitaar en dwarsfluit (of viool), op. 180
- 16ème Potpourri sur des Thémes des opéras "Corradino" et "Moïse en Egypte" de Gioacchino Rossini, voor gitaar en dwarsfluit (of viool), op. 181
- Potpourri sur des Thémes de l'Opéra "Le Concert à la Court" de Daniel-François-Esprit Auber, voor dwarsfluit, 2 klarinetten, 2 hoorns en 2 fagotten, op. 182
- Potpourri sur des Thémes favoris de l'Opéra "Il Crociato in Egitto" par Giacomo Meyerbeer, voor dwarsfluit (of viool) en piano, op. 184
- 18ème Potpourri sur des thèmes favoris de l'opéra "Il crociato in Egitto" par Giacomo Meyerbeer, voor dwarsfluit (of viool), altviool en gitaar, op. 187
- 24 instructieve duetten in progressieve volgorde, voor 2 hobo's, op. 199
- 24 instructieve duetten in progressieve volgorde, voor 2 klarinetten, op. 200
- 24 instructieve duetten in progressieve volgorde, voor 2 fagotten, op. 212
- Serenade, voor viool, altviool en gitaar, op. 214
- Potpourri sur des thèmes favoris de l'opéra "La muette de Portici (Die Stumme von Portici)" par de Daniel-François-Esprit Auber, voor dwarsfluit (of viool) en gitaar, op. 220
- Bolero, air de ballet de l'opéra "La muette de Portici" par de Daniel-François-Esprit Auber, voor gitaar en dwarsfluit (of viool), op. 221
- 20ème Potpourri sur des airs nationaux français, voor dwarsfluit (of viool) en gitaar, op. 226
- Divertissement, voor hoorn (of viool) en piano, op. 227
- 23ème Potpourri sur des motifs favoris de l'opéra "Zampa ou la fiancée de marbre" de Ferdinand Hérold, voor dwarsfluit (of viool), altviool en gitaar, op. 246
- 31ème Potpourri sur des motifs favoris de l'opéra "Le pré aux clercs (Der Zweikampf)" de Ferdinand Hérold, voor dwarsfluit (of viool) en piano, op. 257
- 51ème Potpourri sur des motifs de l'opéra "I puritani (Die Puritaner)" de Vincenzo Bellini, voor dwarsfluit (of viool) en piano, op. 288
- 52ème Potpourri sur des motifs de l'opéra "Le Brasseur de Preston (Der Bauer von Preston)" d'Adolphe Adam, voor dwarsfluit (of viool) en piano, op. 289
- Potpourri sur des motifs de l'opéra "Les noces de Figaro" par Wolfgang Amadeus Mozart, voor dwarsfluit en piano, op. 304
- Revue musicale - collection de morceaux faciles sur des thêmes favoris, voor viool (of dwarsfluit) en piano, op. 305
- 72ème Potpourri sur des motifs de l'opéra "Die zwei Prinzen" de Heinrich Esser, voor dwarsfluit (of viool) en piano, op. 325
- 20 lichte duetten, voor 2 hoorns, 2 trompetten en 2 baritons
- 24 duetten, voor 2 fagotten
- 30 lichte, instructieve duetten, voor 2 trompetten
- Fanfares, voor 11 trompetten en 2 trombones[6]
- Kwintet, voor bassethoorn, klarinet, dwarsfluit, hoorn en fagot
- Kwintet, voor hoorn en strijkkwartet
- Trauer-Marsch in a mineur, voor trompet, trombone, bastrombone en tuba[6]

### Werken voor piano
- Romance et Rondeau militaire, op. 5 - opgedragen aan Madame la Baronne Eleonore de Gebsattel, Dame de la tour chez les Princesses de S.A.S.R. Archiduc Grand-duc de Wurzbourg.
- Variationen über Gottfried Webers "Wiegenlied", op. 79
- Variationen über das Ariettchen: "Wenn ich ein Schätzchen schon möcht", op. 162
- 6 Marches favorites, op. 167
- Potpourri sur des Thémes favoris de l'Opéra "Il Crociato in Egitto" par Giacomo Meyerbeer, op. 185
- Ouverture à l'Espagnole

### Werken voor gitaar/gitaren
- 1812 Dix variations, voor gitaar, op. 16
- Sechs Variationen über das Alpenlied "Wenn ich in der Früh aufsteh", voor gitaar, op 22
- 25 Sonatines ou exercices faciles a l'usages des commençans, voor gitaar, op. 80
- 12 duetten, voor 2 gitaren, op. 87
- Pantomime en célébration du jubilé de sa Majesté le Roi de Bavière, voor 3 gitaren, op. 165
- 60 leçons à l'usage des commençans, voor 2 (of 3) gitaren, op. 168
- Douze airs gracieux tirés des opéras nouveaux de ... Auber, Bellini, Carafa et Hérold, voor gitaar, op. 269
- Répertoire de nouvelles danses favorites (polkas, galops, mazurkas etc.), 12 suites : Suite 10: 2 valses, 1 polka, voor gitaar
- La célébre mazurka de Spa, voor gitaar
- Lichte dansen, voor 1 gitaar of 2 gitaren
- Lichte duetten, voor 2 gitaren

### Werken voor dwarsfluit
- Ein Abend in der Oper, bekende operamelodieën voor dwarsfluit
- Ein Fest in Wien, 15 klassieke dansen voor dwarsfluit